# Tatsuya Arai
Tatsuya Arai (født 14. januar 1988) er en tidligere japansk fodboldspiller.
Han har spillet for flere forskellige klubber i sin karriere, herunder Nagoya Grampus og FC Gifu.